# Oscar Javier Méndez
Óscar Javier Méndez Albornoz (Montevideo, 5 dicembre 1994) è un calciatore uruguaiano, centrocampista del Peñarol.

## Caratteristiche tecniche
È un mediano.

## Carriera
Cresciuto nel settore giovanile del Racing Montevideo, ha esordito in prima squadra il 2 novembre 2013 in occasione del match di campionato vinto 1-0 contro il Defensor Sporting.

## Palmarès

### Club

#### Competizioni nazionali
- Campionato uruguaiano: 1

Peñarol: 2024